# 마인츠 예술대학
마인츠 예술대학(독일어: Kunsthochschule Mainz)은 독일 라인란트팔츠주에 있는 예술대학이다. 1757년부터 역사에 기록된 이 오래된 예술학교는 다사다난한 역사적 사건을 겪고, 1971년에 라인란트-팔츠의 새로운 고등교육법에 의해 요하네스 구텐베르크 대학에 제도적으로 통합되었다.

## 역사
마인츠 예술대학은 1757년에 설립되었다. 선제후 요한 프리드리히 칼 폰 오슈타인(Johann Friedrich Karl von Ostein)에 의해 화가와 조각가를 위한 아카데미로 설립된 이 기관은 독일어권 세계에서 초창기에 설립된 예술 교육기관 중 하나이다. 
1757년에 설립된 지 반 세기도 채 되지 않은 18세기가 끝나기 전인 1785년에 대학으로 통합되었던 기관은 프랑스 통치 하에 대학이 해산되면서 다시 문을 닫아야만 했다. 마인츠 예술 학교에는 어려운 시기가 따랐다. 정치적 격변과 권력관계의 변화로 인해 지속적인 작업도 희망적인 새 출발도 불가능했다. 1841년이 되어서야 미술 학교를 설립하려는 여러 민간 계획의 실패 후에 비로소 학교가 다시 문을 열 수 있게 되었다.  학교는 나중에 예술 및 공예 학교가 되었다. 1920년대에 가장 크고 현대적인 건물이 학교를 위해 지어졌으나,  나치가 권력을 장악한 후 성공적이었던 학교의 지속은 좌절되었다. 이후 건물은 예술과 공예를 위해 새로 만들어진 주립 학교로 이전하게 되었다. 
1986년 '순수 미술' 과정이 만들어지고 오늘날의 위상을 위한 기반이 마련되었다. 현재 요하네스 구텐베르크 종합대학 산하로 조형, 회화, 영화, 설치, 사진, 영상 등 순수예술 분야에서 많은 예술가와 예술 분야의 종사자들을 배출하고 있으며 다양한 전공 교육이 이뤄지고 있기 때문에 예술학교라 정의된다. 이에 "요하네스 구텐베르크 마인츠 국립 예술 대학" 이 정확한 명칭이다. 독일에서는 시의 이름을 붙여 마인츠 예술 학교라 부르기도 한다. 
2010년에 새로운 이름 'Kunsthochschule Mainz'로 마침내 절정에 달했으며, 라인란트-팔츠 주에서 음악과 순수예술을 구조에서 분리하는 등, 고등 교육법에 대한 수정안에서 일치를 찾았다. 요하네스 구텐베르크 대학은 예술대학의 독자적인 장소를 마련했다. 대학 내 반자율적 기관으로서의 그들의 특별한 지위는 대학 경영진이 특별한 권리와 임무를 총장과 예술 아카데미 평의회에 이전하라는 명령과 관련이 있다. 이것은 자치와 공공 이미지에 대한 새로운 영역을 열었다. 2017년 처음으로 사외이사를 선임하였다. 중요한 패러다임 전환의 이러한 단계를 거친 후, 마인츠 미술 아카데미는 이제 독일에서는 보기 드문 대학으로의 반자율적 통합 모델을 통해 다른 미술 아카데미와 연계하여 공인된 미술 아카데미라는 새로운 자신감을 갖게 되었고, 예술 대학은 RKK (Rektorenkonferenz der Kunsthochschulen: 예술대학 총장회의)의 회원이기도 하다. 2020년 개정된 고등교육법은 학급 기반의 독립적인 구조에서 예술 아카데미의 위상과 보호하는 예술 교육의 특수성을 더욱 강화하고 있다.